# Jaltomata sanctae-martae
Jaltomata sanctae-martae là loài thực vật có hoa trong họ Cà. Loài này được Benitez mô tả khoa học đầu tiên năm 1980.